# Stibadocerodes
Stibadocerodes is een geslacht van buismuggen (Cylindrotomidae). De wetenschappelijke naam van het geslacht is voor het eerst geldig gepubliceerd in 1928  door Charles Paul Alexander.
Stibadocerodes omvat drie gekende soorten, die voorkomen in het Australaziatisch gebied, meer specifiek in New South Wales en Tasmanië.

## Soorten
- S. australiensis (Alexander, 1922)
- S. tasmaniensis (Alexander, 1922)
- S. zherikhini Krzeminski, 2001